# MoMA
El Museum of Modern Art, más conocido por su acrónimo MoMA, es un museo de arte situado en el Midtown de Manhattan (Nueva York, Estados Unidos), en la intersección de las calles 11 Oeste y 53, y entre la Quinta y la Sexta Avenida. Entre sus obras destacan piezas como La noche estrellada de Van Gogh, Broadway Boogie-Woogie de Piet Mondrian, Las señoritas de Avignon (1907) de Pablo Picasso, La persistencia de la memoria de Salvador Dalí y obras de artistas estadounidenses como Jackson Pollock, Andy Warhol y Edward Hopper.
El MoMA es una entidad privada sin ánimo de lucro. Fue fundado por las filántropas estadounidenses Lillie P. Bliss, Mary Quinn Sullivan y Abby Aldrich Rockefeller, para «ayudar a la gente a entender, utilizar y disfrutar de las artes visuales de nuestro tiempo». Abrió sus puertas al público el 7 de noviembre de 1929. El museo es uno de los más grandes del país. En octubre de 2019 el museo, tras unos meses de cierre, abrió de nuevo sus puertas añadiendo nuevas salas y ampliando las ya existentes. Atrajo a 1 160 686 visitantes en 2021, un aumento del sesenta y cuatro por ciento desde 2020. Ocupó el puesto 15 en la lista de museos de arte más visitados en el mundo en 2021.

## Características
El Museo se fundó como entidad pública, beneficiándose de numerosas donaciones de sus miembros y de empresas, siendo un ejemplo para otros museos de su clase, ampliando las fronteras del arte a disciplinas no admitidas en otras galerías.
Es considerado uno de los santuarios del arte impresionista y surrealista del mundo, constituyendo (a juicio de muchos) una de las mejores colecciones de obras maestras. El MoMA posee además importantes colecciones de diseño gráfico, diseño industrial, fotografía, arquitectura, cine e impresos.

## Influencia
Cuando el Museo de Arte Moderno comenzó a exponer sus obras, gran parte del público de aquella época despreciaba el cubismo y el arte abstracto, porque chocaban con las líneas directrices que hasta ese momento marcaban la pauta del "verdadero arte".
De las primeras vanguardias del siglo XX, el MoMA conserva obras clave de Pablo Picasso, como Las señoritas de Aviñón, así como el cuadro La persistencia de la memoria de Salvador Dalí, entre otros de Marc Chagall, Kandinsky, Mondrian, Henri Matisse, etc. Tiene un Jardín de Esculturas con obras Auguste Rodin, Alexander Calder, Louise Nevelson, Pablo Serrano y Aristide Maillol, además de una sala de cine.
En 1997, el arquitecto japonés Yoshio Taniguchi superó a otros diez arquitectos internacionales al ganar el concurso para ejecutar el nuevo diseño del museo. Después de cuatro años de reformas, en 2004 fue inaugurado el nuevo MoMA, con casi el doble de espacio. En 2012 ha sido el primer museo del mundo en adquirir el código fuente de videojuegos al considerarlos arte, entre ellos, Pac-Man (1980) y Tetris (1984).
La colección también incluye obras de leyendas de diseño del mundo como Livio Castiglioni, Achille Castiglioni, Pier Giacomo Castiglioni.

## Obras maestras
El MoMA alberga un considerable número de piezas artísticas de gran valor, siendo algunas de ellas, obras maestras de grandes artistas. Entre las grandes obras por artista destacan:
- "El bañista" (1887) Paul Cézanne
- "La Noche Estrellada" (1889) Vincent Van Gogh
- "Te aa no areois (La semilla de Areoi)" (1892) Paul Gauguin
- "Las señoritas de Avignon" (1907) Pablo Picasso
- "La Danza I" (1910) Henri Matisse
- "El Sueño" (1910) Henri Rousseau
- "Yo y la aldea" (1911) Marc Chagall
- "Reflexiones de nubes en el estanque de los nenúfares" (1920) Claude Monet
- "Tres Músicos" (1921) Pablo Picasso
- "El cazador - Paisaje Catalán" (1923) Joan Miró
- “Dos niños amenazados por un ruiseñor” (1924) Max Ernst
- "Los Amantes" (1928) René Magritte
- "A Lua" (1928) Tarsila do Amaral
- "La persistencia de la memoria" (1931) Salvador Dalí
- "Paisaje blanco" (1940) Armando Reverón
- "Autorretrato con pelo corto" (1940) Frida Kahlo
- "Broadway Boogie-Woogie" (1943) Piet Mondrian
- "La Jungla" (1943) Wilfredo Lam
- "No.3/ No.13 Magenta, negro y verde sobre naranja (1949) Mark Rothko
- "One: Número 31" (1950) Jackson Pollock
- "Tablón de Pampatar" (1954) Alejandro Otero
- "Doble Elvis" (1963) Andy Warhol
- "B 52 Lipstick Bomber" (1968) Wolf Vostell[7]
- "Pintura (1946)", Francis Bacon
- "The City Rises", Umberto Boccioni
- "Flag", Jasper Johns

## Colecciones destacadas
|                                             |
| Vincent van Gogh, La noche estrellada, 1889 |

|                                                              |
| Vincent van Gogh, Los olivos con los Alpilles al fondo, 1889 |

|                                         |
| Henri Rousseau, La gitana dormida, 1897 |

|                                |
| Henri Rousseau, El sueño, 1910 |

|                                                           |
| Umberto Boccioni, Dinamismo de un jugador de fútbol, 1913 |

|                                                                      |
| Kazimir Malevich, Suprematist Composition: Blanco sobre blanco, 1918 |

|                                                  |
| Piet Mondrian, Broadway Boogie Woogie, 1942–1943 |

|                                     |
| Paul Cézanne, El bañista, 1885–1887 |

|                                                            |
| Paul Gauguin, Te aa no areois (La semilla del Areoi), 1892 |

También alberga obras de una amplia gama de influyentes artistas europeos y estadounidenses, entre ellos Auguste Rodin, Henri Matisse, Pablo Picasso, Georges Braque, Joan Miró, Aristide Maillol, Piet Mondrian, Marcel Duchamp, Paul Klee, Fernand Léger, René Magritte, Henry Moore, Alberto Giacometti, Georgia O'Keeffe, Edward Hopper, Walker Evans, Dorothea Lange, Arshile Gorky, Hans Hofmann, Franz Kline, Willem de Kooning, Jackson Pollock, Mark Rothko, David Smith, Helen Frankenthaler, Morris Louis, Kenneth Noland, Robert Rauschenberg, Frank Stella, Andy Warhol, Roy Lichtenstein, Jean-Michel Basquiat y cientos más.

### Fotografía
La colección de fotografía del MoMA consta de más de 25.000 obras de fotógrafos, periodistas, científicos, empresarios y aficionados, y está considerada como una de las más importantes del mundo.
El Departamento de Fotografía fue fundado por Beaumont Newhall en 1940 y desarrolló una colección de fotografía artística de renombre mundial bajo la dirección de Edward Steichen (conservador 1947-1961). La exposición más notable y duradera de Steichen, llamada La familia del hombre, fue vista por 9 millones de personas. En 2003, la colección fotográfica La familia del hombre fue incluida en el Registro de la Memoria del Mundo de la UNESCO en reconocimiento a su valor histórico.
El sucesor escogido de Steichen, John Szarkowski (comisario entre 1962 y 1991), dirigió el departamento con varias exposiciones notables, entre ellas Nuevos documentos de 1967, que presentó fotografías de Diane Arbus, Lee Friedlander y Garry Winogrand y de la que se dice que "representó un cambio de énfasis"  Bajo Szarkowski, se centró en un enfoque más tradicionalmente modernista del medio, que hacía hincapié en las imágenes documentales y las técnicas ortodoxas del cuarto oscuro.
Peter Galassi (comisario 1991-2011) trabajó bajo las órdenes de su predecesor, mientras que Quentin Bajac (comisario 2013-2018) fue contratado desde fuera. La actual David Dechman Senior Curator of Photography es la doctora Roxana Marcoci.

### Películas
En 1932, el director fundador del museo, Alfred Barr, subrayó la importancia de presentar "la única gran forma de arte propia del siglo XX" al "público estadounidense que debería apreciar las buenas películas y apoyarlas". El administrador del museo y productor cinematográfico John Hay Whitney fue el primer presidente de la Filmoteca del museo desde 1935 hasta 1951. La colección que Whitney reunió con la ayuda de la conservadora cinematográfica Iris Barry tuvo tanto éxito que en 1937 la Academia de las Artes y las Ciencias Cinematográficas elogió al museo con un premio "por su importante labor en la recopilación de películas... y por poner por primera vez a disposición del público los medios para estudiar el desarrollo histórico y estético del cine como una de las artes principales". 
La primera curadora y fundadora de la filmoteca fue Iris Barry, una crítica de cine y escritora británica cuyas tres décadas de trabajo coleccionando películas y presentándolas en contextos artísticos e históricos consiguieron el reconocimiento del cine. Barry y sus sucesores crearon una colección de unos 8.000 títulos.
El erudito cinematográfico exiliado Siegfried Kracauer trabajó en el archivo cinematográfico del MoMA en una historia psicológica del cine alemán entre 1941 y 1943. El resultado de su estudio, De Caligari a Hitler: una historia psicológica del cine alemán (1947), traza el nacimiento del nazismo a partir del cine de la República de Weimar y ayudó a sentar las bases de la crítica cinematográfica moderna.
La colección de películas del Departamento de Cine del Museo de Arte Moderno cuenta con más de 25.000 títulos y es uno de los mejores archivos museísticos de arte cinematográfico internacional. El departamento posee copias de muchos largometrajes conocidos, como Ciudadano Kane y Vertigo, pero sus fondos también contienen muchas piezas menos tradicionales, como Empire de ocho horas de Andy Warhol, L. A. Plays Itself] de Fred Halsted, la pornografía gay de L. A. Plays Itself de Fred Halsted (proyectado ante un público lleno el 23 de abril de 1974), varios anuncios de televisión y el vídeo musical de Chris Cunningham para All Is Full of Love] de Björk.

### Biblioteca
La biblioteca del MoMA se encuentra en el centro de Manhattan, con un almacén externo en Long Island City, Queens. La colección no circulante documenta arte moderno y contemporáneo, incluyendo pintura, escultura, grabados, fotografía, cine, performance y arquitectura desde 1880 hasta la actualidad. La colección incluye 300 000 libros, 1000 publicaciones periódicas y 40 000 archivos sobre artistas y grupos artísticos. La colección cuenta con más de 11 000 libros de artista.  Las bibliotecas están abiertas con cita previa para todos los investigadores. El catálogo de la biblioteca se llama "Dadabase". Dadabase incluye registros de todo el material de la biblioteca, incluidos libros, libros de artista, catálogo de exposiciones, materiales de colecciones especiales y recursos electrónicos. La colección de libros de artista del MoMA incluye obras de Ed Ruscha, Marcel Broodthaers, Susan Bee, Carl Andre y David Horvitz.
Además, la biblioteca dispone de recursos electrónicos de suscripción junto con Dadabase. Entre ellos se incluyen bases de datos de revistas (como JSTOR y Art Full Text), índices de resultados de subastas (ArtFact y Artnet), la base de datos de imágenes ARTstor y el catálogo colectivo WorldCat.

### Arquitectura y diseño
El Departamento de Arquitectura y Diseño del MoMA se fundó en 1932 como el primer departamento museístico del mundo dedicado a la intersección entre arquitectura y diseño.  El primer director del departamento fue Philip Johnson, que ejerció de conservador entre 1932 y 1934 y entre 1946 y 1954. El siguiente jefe de departamento fue Arthur Drexler, que fue conservador de 1951 a 1956 y luego ocupó el cargo hasta 1986.
La colección consta de 28.000 obras, entre maquetas arquitectónicas, dibujos y fotografías. Uno de los elementos más destacados de la colección es el Mies van der Rohe. Archive. También incluye obras de arquitectos y diseñadores legendarios como Frank Lloyd Wright,  Paul László, los Eameses, Betty Cooke, Isamu Noguchi y George Nelson. La colección de diseño contiene muchas piezas industriales y manufacturadas, desde un rodamiento de bolas autoalineable hasta un helicóptero Bell 47 entero. En 2012, el departamento adquirió una selección de 14 videojuegos, base de una colección prevista de 40 que abarcará desde Pac-Man (1980) hasta Minecraft (2011).